# 观平路
观平路，全程由廣東省深圳市龍华區松元厦路口先向东南再往东，止于新田路口与龙平路连接。
观平路現屬广东 359省道（西宝线）其中一段。

## 途經區域
- 观澜街道
- 观湖街道